# Władimir Ustinow
Władimir Iwanowicz Ustinow (ros. Владимир Иванович Устинов, ur. 2 czerwca?/15 czerwca 1907 w Moskwie, zm. 8 października 1971 tamże) – radziecki polityk, działacz partyjny, dyplomata, generał major.

## Życiorys
Po ukończeniu 3 klas szkoły w Moskwie był uczniem sprzedawcy we wsi Kozłowka w guberni woroneskiej, później pastuchem we wsi Ogarewka w guberni symbirskiej, w sierpniu 1921 wrócił do Moskwy, gdzie był bezrobotnym, a 1923 skończył 1 klasę szkoły ogólnokształcącej, później pracował w fabryce „Radio”. Od lutego 1928 członek WKP(b), od września 1929 do listopada 1931 odbywał służbę w Armii Czerwonej, był żołnierzem batalionu radiowego, dowódcą oddziału i sekretarzem odpowiedzialnym komórki Komsomołu. Po demobilizacji pracował w moskiewskim elektrokombinacie, później był instruktorem i sekretarzem komitetu Komsomołu moskiewskiej fabryki, następnie majstrem, od września 1936 do grudnia 1940 studiował we Wszechzwiązkowej Akademii Przemysłowej im. Stalina. Od stycznia 1941 do kwietnia 1945 kolejno pomocnik głównego inżyniera, kierownik techniczny, zastępca kierownika warsztatu, zastępca dyrektora i szef produkcji w moskiewskiej fabryce, od kwietnia 1945 do sierpnia 1946 sekretarz fabrycznego komitetu WKP(b), od sierpnia do listopada 1946 III sekretarz, a od listopada 1946 do sierpnia 1949 II sekretarz Stalińskiego Komitetu Rejonowego WKP(b) w Moskwie. Od sierpnia 1949 do marca 1950 zastępca kierownika Wydziału Organów Partyjnych, Związkowych i Komsomolskich Komitetu Miejskiego WKP(b) w Moskwie, od marca do grudnia 1950 I sekretarz rejonowego komitetu WKP(b) w Moskwie, od grudnia 1950 do sierpnia 1953 I sekretarz Proletariackiego Komitetu Rejonowego WKP(b)/KPZR w Moskwie, od 30 lipca 1953 do 17 marca 1954 szef Zarządu IX MWD ZSRR. Od 17 marca 1954 do 25 grudnia 1957 szef Zarządu IX KGB ZSRR, 31 maja 1954 mianowany generałem majorem, od 26 grudnia 1957 do 6 lipca 1960 I sekretarz Komitetu Miejskiego KPZR w Moskwie, od 6 lipca 1960 do 12 stycznia 1963 ambasador nadzwyczajny i pełnomocny ZSRR na Węgrzech, od stycznia do kwietnia 1963 pracownik Ministerstwa Spraw Zagranicznych ZSRR, następnie do śmierci kierownik Wydziału Sekretariatu RWPG.

## Odznaczenia
- Order Czerwonego Sztandaru Pracy (dwukrotnie – 1 listopada 1944 i 12 czerwca 1957)
- Order Czerwonej Gwiazdy (dwukrotnie – 28 października 1944 i 13 czerwca 1957)

I 4 medale.